# Bielkowo, Koszaliński
Bielkowo [bjɛlˈkɔvɔ] (trước đây là Beelkow của Đức) là một ngôi làng thuộc quận hành chính của Gmina Sianów, thuộc quận Koszalin, West Pomeranian Voivodeship, ở phía tây bắc Ba Lan. Nó nằm khoảng 10 kilômét (6 mi) phía bắc Sianów, 17 km (11 mi) phía đông bắc Koszalin và 151 km (94 mi) về phía đông bắc của thủ đô khu vực Szczecin.
Cho đến năm 1653, ngôi làng là một phần của Duchy of Pomerania. Nó là một phần của Brandenburg, sau đó là Đức, cho đến khi kết thúc Thế chiến II. Đối với lịch sử sau chiến tranh của khu vực, xem Lịch sử của Pomerania.
Ngôi làng có dân số 269 người.